# Tripa por uma vez
Tripa por uma vez: livro primeiro, e último  foi publicado  em Lisboa,  no ano de 1823, pela Oficina da Horrorosa Conspiração sob a autoria da José Agostinho de Macedo. Pertence à rede de Bibliotecas municipais de Lisboa e é considerado uma "raridade bibliográfica".